# Bobby Fischer

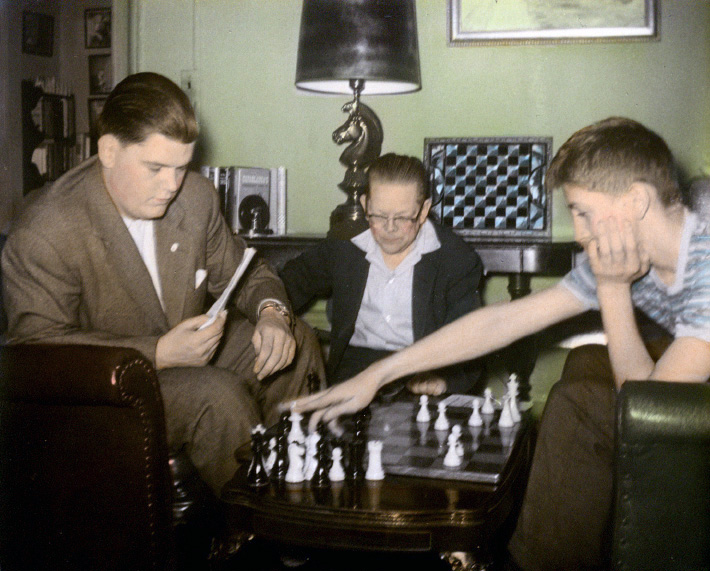
William Lombardy (links), Jack Collins (midden) en Bobby Fischer (rechts)

Replay van de "Wedstrijd van de Eeuw" (17 oktober 1956); Fischer speelt met zwart tegen Donald Byrne.

Robert James (Bobby) Fischer (Chicago, 9 maart 1943 – Reykjavik, 17 januari 2008) was een Amerikaans schaker. Hij was grootmeester en wordt door velen beschouwd als de grootste schaker aller tijden. Van 1972 tot 1975 was hij wereldkampioen schaken.

## Levensloop
Bobby Fischer werd in 1943 geboren in Chicago. Zijn moeder, Regina Wender Fischer, was een Amerikaanse burger van Pools-Russisch-joodse afkomst. Paul Felix Nemenyi, een Hongaars-joodse wiskundige werd geïdentificeerd als de vermoedelijke biologische vader van Bobby Fischer en niet Hans-Gerhardt Fischer. Het gezin verhuisde later naar Brooklyn, New York, waar hij en zijn zus Joan schaken leerden met niet veel meer instructiemateriaal dan de handleiding die bij een door zijn zus aangeschaft schaakbord zat. Fischer was toen zes jaar oud.
Al snel werd hij beschouwd als een wonderkind. Op 17 oktober 1956 versloeg hij op dertienjarige leeftijd de Amerikaanse meester Donald Byrne in wat bekend zou komen te staan als de (schaak-)Wedstrijd van de Eeuw. En een jaar later werd hij kampioen van de VS. Daarna won hij bijna ieder toernooi waar hij aan meedeed, vaak met partijen in briljante stijl. Wel stond hij bekend om zijn moeilijke karakter en om de hoge eisen die hij aan toernooidirecteuren voorlegde. Op 10 februari 1958, kort voor zijn vijftiende verjaardag, werd hij de tot dan toe jongste internationale grootmeester.
In 1965 speelde hij mee in het vierde Capablanca-herdenkingstoernooi. Vanwege de politieke spanningen tussen Cuba en de VS werd hem door het United States Department of State geen uitreisvisum verleend, zodat hij zijn zetten per telex moest doorgeven. Smyslov won het toernooi, Fischer werd tweede.
Van 1957 tot en met 1966 speelde Fischer achtmaal mee in het kampioenschap van de VS. Hij won alle acht keer, waarvan één keer, in 1963, met een score van 11 uit 11. Het kampioenschap van 1957 gold als zonetoernooi: door het te winnen plaatste Fischer zich voor het interzonetoernooi van 1958 in Portorož. Tot ieders verbazing eindigde hij als zesde. Hij werd daarmee grootmeester, de jongste uit de geschiedenis tot Judit Polgár in 1991. Tevens plaatste hij zich voor het kandidatentoernooi dat in 1959 in Joegoslavië werd gehouden. Fischer eindigde daar als zesde (van de acht).
In 1962 won Fischer met overmacht het interzonetoernooi van Stockholm en was een van de favorieten in het kandidatentoernooi van Curaçao in datzelfde jaar. Hij eindigde echter als vierde na Tigran Petrosjan, Jefim Geller en Paul Keres. Fischer beschuldigde hen ervan dat ze tegen hem hadden samengezworen door onderling korte remises te spelen. Uit onvrede hierover liet hij de volgende cyclus aan zich voorbijgaan en deed pas weer mee aan het interzonetoernooi in Sousse in 1967. Hier kreeg hij onenigheid met de organisatoren en verliet het toernooi, hoewel hij met 8½ uit 10 aan de leiding stond.

### De aanloop naar het wereldkampioenschap
In 1970 had Fischer geen recht om mee te doen aan het volgende interzonetoernooi, dat in Palma de Mallorca werd gehouden. Pál Benkő stelde echter zijn plaats beschikbaar en zo kon Fischer alsnog meedoen. Fischer won ook dit toernooi met grote cijfers (18½ uit 23). In de kandidatenmatches versloeg hij de topschakers Mark Tajmanov en Bent Larsen beiden met 6-0. Daarna won hij van oud-wereldkampioen Tigran Petrosjan met 6½-2½. Met deze ongeëvenaarde prestaties verwierf hij het recht de wereldkampioen uit te dagen.

### Fischer wordt wereldkampioen
In 1962 schreef Fischer dat hij de toenmalige wereldkampioen, Michail Botvinnik, zou kunnen verslaan, zelfs als hij hem een voorgift van twee punten zou geven. In 1972 speelde Fischer in Reykjavik om het wereldkampioenschap tegen Boris Spasski. De achtergrond van de Koude Oorlog leidde ertoe dat de pers ook deze wedstrijd tot Wedstrijd van de Eeuw bestempelde. Fischer verloor de eerste partij; in een remise-achtige stelling poogde hij een doorbraak te forceren door een loper te offeren tegen twee pionnen. Vervolgens kwam hij voor de tweede partij niet opdagen omdat de organisatoren niet aan zijn nieuwe eisen wilden voldoen, maar ging wel met een 2-0-achterstand verder. Hij won de derde partij en won de match vervolgens met 12½-8½. Het is onbekend of Fischer met opzet de match begon met twee punten achterstand. Zijn FIDE-rating was toen 2780, iets eerder zelfs 2785, op dat moment de hoogste ooit door een speler behaald.
Het was niet zomaar een match tussen twee schakers, maar een prestigestrijd tussen de Sovjet-ideologie en die van de Verenigde Staten, sterk onder de invloed van de Koude Oorlog. De match veroorzaakte een grote schaakhausse in het Westen. Ook de Koninklijke Nederlandse Schaakbond kreeg hierdoor veel nieuwe leden.

### Na het wereldkampioenschap
Na het behalen van de wereldtitel heeft Fischer twintig jaar geen officiële partij gespeeld. In 1975 verdedigde hij zijn titel niet. Hij stelde exorbitante eisen aan een match tegen de uitdager, Anatoli Karpov. Nadat de onderhandelingen waren vastgelopen, kende de Wereldschaakbond de titel aan Karpov toe. Fischer verdween voor lange tijd uit de openbaarheid, maar bleef zichzelf beschouwen als de echte wereldkampioen. Hij belandde in Pasadena kort in de gevangenis, omdat hij per vergissing voor een bankrover gehouden werd en schreef een aanklacht over zijn behandeling daar.

### Revanchematch
In 1992 speelde Fischer deels op een Montenegrijns eiland in het toenmalige Joegoslavië en deels in de Servische hoofdstad Belgrado een revanchematch tegen Spasski. Fischer won met 10-5. Omdat er VN-sancties tegen Joegoslavië golden, die ook de sport betroffen, had de Amerikaanse regering Fischer op voorhand verboden de match te spelen. Fischer spuwde toen voor de draaiende camera's op de brief waarin het State Department hem verbood om de match te spelen.

### Excentriekeling in ballingschap
Fischer, die met de match meer dan drie miljoen dollar verdiende, keerde na afloop niet terug naar zijn geboorteland en verbleef onder andere in Hongarije, Zwitserland en Japan. Van 2000 tot 2002 woonde Fischer in de Filipijnse stad Baguio. Hij woonde er dicht bij zijn boezemvriend, schaakgrootmeester Eugenio Torre. Torre had Fischer nog gesecondeerd tijdens zijn matches met Spasski.
Na de revanchematch tegen Spasski vertoonde Fischer zich niet veel meer in de openbaarheid. Wel liet hij van zich horen via obscure radiozenders, waar hij telefonisch zijn gepeperde meningen over Amerika en de joodse lobby ventileerde. Hij juichte onder meer de aanslagen op 11 september 2001 toe. Ook verkondigde hij dat vrijwel alle belangrijke schaakpartijen van tevoren zet voor zet afgesproken waren, onder andere die tussen Karpov en Kasparov. Fischer werd van antisemitisme, negationisme en revisionisme beticht en meer dan eens werden twijfels geuit over zijn geestelijke gezondheid. Hij werd in de pers onder meer als paranoïde afgeschilderd.

### Eindbestemming IJsland

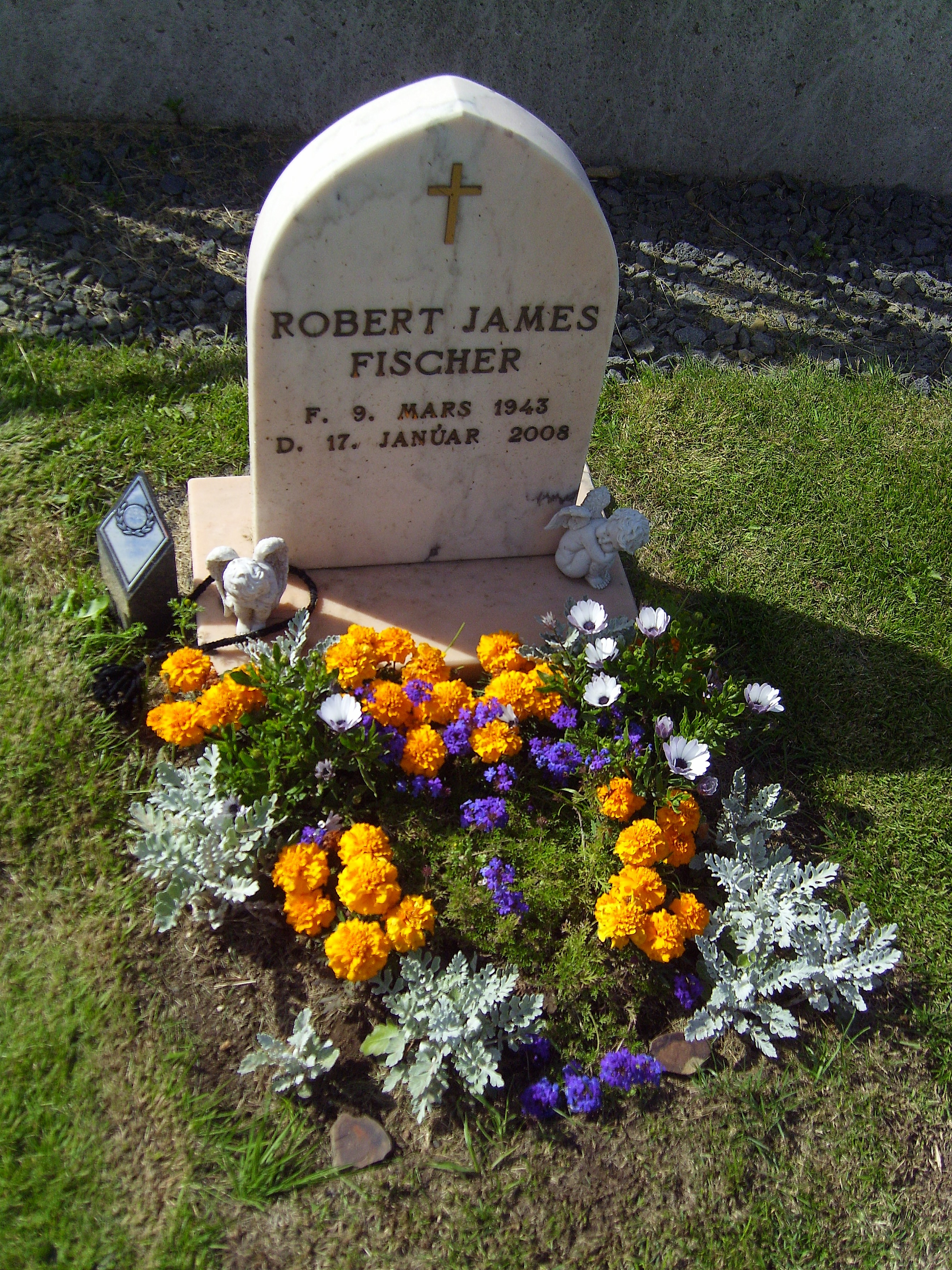
Graf van Bobby Fischer

Fischer was twaalf jaar lang op de vlucht voor de Amerikaanse overheid, die een arrestatiebevel tegen hem uitvaardigde vanwege het overtreden van de eerder genoemde VN-sanctie en vanwege een belastingschuld. Nochtans had de Amerikaanse ambassade te Bern (Zwitserland) wel zijn paspoort verlengd. Fischer had geen belasting betaald over het bedrag dat hij met de verboden match in Joegoslavië had verdiend. 
Op 13 juli 2004 werd hij met een ongeldig paspoort aangehouden op de luchthaven Narita van Tokio toen hij Japan probeerde te verlaten. Hij was met hetzelfde paspoort Japan ingereisd, maar de Amerikaanse overheid had het ondertussen ingetrokken. Hij verzette zich en raakte daarbij gewond. Hij zat negen maanden gevangen in Japan. Hij vocht zijn uitlevering aan, deed afstand van het Amerikaans staatsburgerschap en deed een beroep op de hoge commissaris voor de Vluchtelingen van de Verenigde Naties. Uiteindelijk hielp IJsland Fischer uit de nood. Eerst werd hem als staatloze een inreisvisum aangeboden. Toen dat niet volstond voor de Japanse overheid, verleende het parlement van IJsland hem in maart 2005 met eenparigheid van stemmen de IJslandse nationaliteit. Saemi Palsson, zijn IJslandse bodyguard uit 1972, ging hem ophalen en op 24 maart arriveerde hij in zijn nieuwe vaderland.
Fischer wilde zich vestigen in het havenplaatsje Stykkishólmur, maar hij overleed op 64-jarige leeftijd in een ziekenhuis in Reykjavik aan nierfalen. Hij werd bij het kleine kerkje van Laugardælir even ten noorden van Selfoss begraven.
In juni 2010 werd zijn stoffelijk overschot opgegraven voor een DNA-test. Daarmee kon worden vastgesteld of hij werkelijk de biologische vader was van de Filipijnse Jinky Young, die dan recht zou hebben op twee derde van zijn nalatenschap. Op 17 augustus 2010 werd bekendgemaakt dat het DNA-onderzoek had uitgewezen dat Fischer niet de vader was.

## Uitspraken
- Hans Ree vroeg Fischer hoe hij tegen God zou spelen. Hij antwoordde: Met zwart zou ik geen schijn van kans tegen Hem maken, maar met wit speel ik gewoon Spaans. Dat is zo'n uitgebalanceerde opening. Dan maakt Hij me niets. Maar misschien speelt Hij wel Siciliaans. Dan speel ik toch de variant met loper c4. Daarmee moet ik remise kunnen maken.
- Ik had in 1972 nooit moeten vertrekken uit IJsland. (25 maart 2005)

## Schaakstijl
Fischer stond bekend als een schaker met een glasheldere stijl, een ongekend schaaktechnisch inzicht en een wil om tot het uiterste te gaan om iedere partij te winnen. Zijn eigen analyses van enkele partijen staan in zijn boek My 60 Memorable Games (1969).
Hij is de grondlegger van het huidige Schaak 960, een schaakspel waarbij de beginopstelling door het lot bepaald wordt. Een andere bijdrage van hem aan het schaakspel is de introductie van de fischerklok.

### Fischer-Sozinvariant
|   | Fischervariant in het Siciliaans |    |    |    |    |    |    |    |
| 8 | rd                               |    | bd | qd |    | rd | kd |    |
| 7 | pd                               | pd |    |    | bd | pd | pd | pd |
| 6 |                                  |    | nd | pd | pd | nd |    |    |
| 5 |                                  |    |    |    |    |    |    |    |
| 4 |                                  |    |    | nl | pl | pl |    |    |
| 3 |                                  | bl | nl |    | bl |    |    |    |
| 2 | pl                               | pl | pl |    |    |    | pl | pl |
| 1 | rl                               |    |    | ql | kl |    |    | rl |
|   | a                                | b  | c  | d  | e  | f  | g  | h  |

Fischer heeft zich onder meer in de Siciliaanse opening verdiept, de mede naar hem genoemde Fischer-Sozinvariant is door hem veelvuldig gespeeld:
1.e4 c5 2.Pf3 d6 3.d4 cxd4 4.Pxd4 Pf6 5.Pc3 e6 6.Lc4 (de Fischerzet) 6... Pc6 7.Lb3 Le7 8.Le3 0-0 9.f4

## Film
Over Fischer werd in 2014 de film Pawn sacrifice gemaakt, met daarin het duel met Spassky in 1972. Fischer werd daarin gespeeld door de acteur Tobey Maguire en Boris Spassky door Liev Schreiber.

### Secundaire literatuur
- Tim Krabbé, Alexander Münninghoff en Jan Timman, Fischer, Arbeiderspers, 1972. ISBN 029527129
- Dr. Max Euwe, Fischer en zijn voorgangers, Hollandia, 1975
- Hans Böhm en Kees Jongkind, Bobby Fischer. De dolende Koning, Tirion, 2003
- Frank Brady, Endgame. Bobby Fischer's Remarkable Rise and Fall — From America's Brightest Prodigy to the Edge of Madness, ISBN 780307463906. Vertaald in het Nederlands, Eindspel. Het wonderbaarlijke leven van schaaklegende Bobby Fischer, Thomas Rap, 2011
- John Donaldson: Bobby Fischer and His World. The Man, the Player, the Riddle, and the Colorful Characters Who Surrounded Him. Siles Press, 2020. ISBN  9781890085193